# Färöischer Fußballpokal 1989
Der Färöische Fußballpokal 1989 fand zwischen dem 2. April und 30. August 1989 statt und wurde zum 35. Mal ausgespielt. In der Wiederholung des Endspiels, welches jeweils im Gundadalur-Stadion in Tórshavn auf Kunstrasen ausgetragen wurde, siegte Titelverteidiger HB Tórshavn mit 2:0 gegen B71 Sandur und konnte den Pokal somit zum dritten Mal in Folge sowie zum 22. Mal insgesamt gewinnen.
HB Tórshavn und B71 Sandur belegten in der Meisterschaft die Plätze zwei und eins. Mit TB Tvøroyri erreichte ein Zweitligist das Halbfinale.

## Teilnehmer
Teilnahmeberechtigt waren folgende 21 A-Mannschaften der vier färöischen Ligen:
| 1. Deild | 2. Deild                                                          | 3./4. Deild                                            |
| B36 Tórshavn B68 Toftir B71 Sandur GÍ Gøta HB Tórshavn ÍF Fuglafjørður KÍ Klaksvík LÍF Leirvík SÍF Sandavágur VB Vágur | MB Miðvágur NSÍ Runavík SÍ Sørvágur SÍ Sumba Skála ÍF TB Tvøroyri | AB Argir EB Eiði Fram Tórshavn ÍF Streymur Royn Hvalba |

## Modus
Elf ausgeloste Mannschaften waren für die 2. Runde gesetzt. Die verbliebenen Teams spielten in einer Runde die restlichen fünf Teilnehmer aus. Alle Runden wurden im K.-o.-System ausgetragen.

## 1. Runde
Die Partien der 1. Runde fanden am 2. April statt.
|                 | Ergebnis  |              |
| --------------- | --------- | ------------ |
| Fram Tórshavn   | 0:6 (0:2) | VB Vágur     |
| ÍF Fuglafjørður | 4:3 (1:2) | MB Miðvágur  |
| KÍ Klaksvík     | 6:0 (3:0) | EB Eiði      |
| LÍF Leirvík     | 3:0 (1:0) | AB Argir     |
| Skála ÍF        | 1:4 (1:1) | B36 Tórshavn |

## 2. Runde
Die Partien der 2. Runde fanden zwischen dem 23. April und 1. Mai statt.
|                 | Ergebnis                           |                |
| --------------- | ---------------------------------- | -------------- |
| NSÍ Runavík     | 1:0 (1:0)                          | KÍ Klaksvík    |
| Royn Hvalba     | 0:2 (0:1)                          | SÍF Sandavágur |
| SÍ Sørvágur     | 1:6 (0:3)                          | B36 Tórshavn   |
| SÍ Sumba        | 0:1 n. V.                          | TB Tvøroyri    |
| VB Vágur        | 3:1 (1:0)                          | LÍF Leirvík    |
| B68 Toftir      | 12:1 (1:1) 1                       | GÍ Gøta        |
| ÍF Fuglafjørður | 1:1 n. V. (1:1, 1:1) 2 (2:3 i. E.) | HB Tórshavn    |
| ÍF Streymur     | 10:1 (?:?) 2                       | B71 Sandur     |

## Viertelfinale
Die Viertelfinalpartien fanden am 4. Mai statt.
|              | Ergebnis  |                |
| ------------ | --------- | -------------- |
| B36 Tórshavn | 1:4 (1:1) | HB Tórshavn    |
| B68 Toftir   | 1:2 (1:1) | B71 Sandur     |
| NSÍ Runavík  | 1:2 (0:1) | VB Vágur       |
| TB Tvøroyri  | 2:1 (1:0) | SÍF Sandavágur |

## Halbfinale
Die Hinspiele im Halbfinale fanden am 5. Juni statt, die Rückspiele am 20. Juni.
|            | Gesamt          |             | Hinspiel  | Rückspiel            |
| ---------- | --------------- | ----------- | --------- | -------------------- |
| B71 Sandur | 3:3 (4:2 i. E.) | TB Tvøroyri | 2:3 (0:0) | 1:0 n. V. (1:0, 0:0) |
| VB Vágur   | 0:3             | HB Tórshavn | 0:1 (0:1) | 0:2 (0:0)            |

## Finale

### 1. Spiel
Das erste Finalspiel fand am 16. August statt. Da dieses nach 90 Minuten unentschieden stand, wurde ein Wiederholungsspiel für den 30. August angesetzt.
| Paarung        | HB Tórshavn – B71 Sandur |
| Ergebnis       | 1:1 (1:1) |
| Datum          | 16. August 1989 |
| Stadion        | Gundadalur, Tórshavn |
| Schiedsrichter | Hans Henrik Bøttger (Tórshavn) |
| Tore           | 1:0 Jóannes Jakobsen (21.) 1:1 Piotr Krakowski (38.) |
| HB Tórshavn    | Kaj Leo Johannesen – Grímur Vang, Jan Dam, Jóannes Jakobsen , Heðin Joensen – Jónleif Sólsker (Hartvig Joensen/Bogi Dam), Petur Slyne, Ingi Rasmussen, Rói Árting, Bjarni Jakobsen (Hartvig Joensen/Bogi Dam) – Gunnar Mohr Cheftrainer: Jóhan Nielsen |
| B71 Sandur     | Wieslaw Zakrzewski – Bjarki Mohr, Sofus Clementsen, Ib Mohr Olsen, Niclas Joensen, Róin Clementsen – Piotr Krakowski, Páll á Reynatúgvu, Jóan Petur Clementsen – Torbjørn Jensen, Eli Hentze Cheftrainer: Jan Kaczynski ( Polen)                       |
| Gelbe Karten   | Ingi Rasmussen – keine |

### Wiederholungsspiel
| Paarung        | HB Tórshavn – B71 Sandur |
| Ergebnis       | 2:0 (2:0) |
| Datum          | 30. August 1989 |
| Stadion        | Gundadalur, Tórshavn |
| Zuschauer      | 2000 |
| Schiedsrichter | Baldvin Baldvinsson (Tórshavn) |
| Tore           | 1:0 Gunnar Mohr (24.) 2:0 Gunnar Mohr (38.) |
| HB Tórshavn    | Kaj Leo Johannesen – Niels Pauli Jacobsen, Jóannes Jakobsen , Jan Dam, Heðin Joensen – Petur Slyne, Ingi Rasmussen, Bjarni Jakobsen, Oddbjørn Joensen (Jónleif Sólsker/Bogi Dam), Rói Árting (Jónleif Sólsker/Bogi Dam) – Gunnar Mohr Cheftrainer: Jóhan Nielsen |
| B71 Sandur     | Wieslaw Zakrzewski – Sofus Clementsen, Ib Mohr Olsen, Jákup Joensen (Steingrím Johannesen), Niclas Joensen, Róin Clementsen – Piotr Krakowski, Páll á Reynatúgvu, Jóan Petur Clementsen – Torbjørn Jensen, Eli Hentze Cheftrainer: Jan Kaczynski ( Polen)        |
| Gelbe Karten   | Ingi Rasmussen, Jan Dam – keine |

## Torschützenliste
Bei gleicher Anzahl von Treffern sind die Spieler nach dem Nachnamen alphabetisch geordnet.
| Platz | Spieler             | Verein         | Tore |
| ----- | ------------------- | -------------- | ---- |
| 1     | Bergur Magnussen    | B36 Tórshavn   | 05   |
| 2     | Gunnar Mohr         | HB Tórshavn    | 04   |
| 2     | Kurt Mørkøre        | KÍ Klaksvík    | 04   |
| 4     | Eli Hentze          | B71 Sandur     | 03   |
| 4     | Vilmund Michelsen   | TB Tvøroyri    | 03   |
| 4     | Rúni Nolsøe         | VB Vágur       | 03   |
| 4     | Egill Steinþórsson  | VB Vágur       | 03   |
| 8     | Kári Gullfoss       | B36 Tórshavn   | 02   |
| 8     | Árni Jacobsen       | LÍF Leirvík    | 02   |
| 8     | Jón Johannesen      | TB Tvøroyri    | 02   |
| 8     | Piotr Krakowski     | B71 Sandur     | 02   |
| 8     | Gestur á Líknagøtu  | NSÍ Runavík    | 02   |
| 8     | Jákup Olsen         | SÍF Sandavágur | 02   |
| 8     | Jens Erik Rasmussen | MB Miðvágur    | 02   |